# Polistomorpha atrata
Polistomorpha atrata är en stekelart som beskrevs av Boucek 1974. Polistomorpha atrata ingår i släktet Polistomorpha och familjen Leucospidae.
Artens utbredningsområde är Panama. Inga underarter finns listade i Catalogue of Life.